# Aphrissa godartiana
Aphrissa godartiana is een vlindersoort uit de familie van de Pieridae (witjes), onderfamilie Coliadinae.
Aphrissa godartiana werd in 1821 beschreven door Swainson.